# Trollkarlen från Id
Trollkarlen från Id, eng. The Wizard of Id, amerikansk tecknad dagspresserie och skämtserie skapad av Brant Parker och Johnny Hart 1964.
Huvudkaraktärer är den ondsinte, korte kungen av Id, fången "Spökis" ("Spook") och den kloke trollkaren "Trollis" ("Wiz") samt den misslyckade riddaren Sir Rodney.
Många skämt handlar om den extremt korte kungens storlek.
Trollkarlen från Id, Skrattoteket 1, finns utgiven i pocket form av Hemmets journal, 1977, ISBN 91 7300 467 7.
Efter några års samarbete tog Parker över tecknandet av "Trollkarlen" på egen hand, medan Hart enbart bidrog med idéer. Efter att ha drabbats av hälsoproblem lämnade Parker över arbetet på "Trollkarlen" till sin son Jeff 1997. Hart fortsatte att bidra med skämt fram till sin död i april 2007.